# Yolanda Montez
Yolanda Montez è un personaggio dei fumetti pubblicati dalla DC Comics, una supereroina dell'Universo DC. La sua prima apparizione è stata in Infinity, Inc. n. 12 (marzo 1985). Fu creata da Roy Thomas e Todd McFarlane.

## Evoluzione del personaggio
Roy e Dann Thomas originariamente intendevano creare una supereroina canadese di nome "The Lynx" (La Lince) per i discendenti degli anni ottanta della All-Star Squadron. Più tardi, in una promozione di materiale per la nuova serie di Infinity, Inc. in All-Star Squadron n. 28, comparve una figura simile a Catwoman, che cavalcava quello che si sarebbe potuto definire un "Gatto-ciclo", e che comparve al fianco della Infinity, Inc.. Una didascalia si riferì a questa igura come "La Garro". Tuttavia, non comparve in nessun'altra avventura della squadra, o nei relativi fumetti. Infine, il personaggio comparve come Wildcat.

## Biografia del personaggio
A Maria Montez e a sua sorella fu data una droga multigenica sperimentale dal ginecologo pazzo Dr. Love mentre erano incinte. Il Dr. Love stava molto attento a non perdere di vista i suoi esperimenti, ma perse le tracce delle due sorelle quando queste viaggiarono in Messico. In Messico, la figlia di Maria, Yolanda, nacque lo stesso giorno in cui la sorella diede alla luce Carcharo. Yolanda e sua madre tornarono negli Stati Uniti, dove si riunirono con Mr. "Mauler" Montez. Da bambina, Yolanda cominciò a manifestare dei super poteri, senza sapere perché. Crebbe accanto al suo patrigno, Ted Grant, il supereroe Wildcat che operò durante gli anni quaranta. Anni più tardi, durante la Crisi, Grant fu azzoppato mentre salvava una bambina. A quel punto, Yolanda assunse l'identità segreta del suo mentore in suo onore e dei principi che rappresentava.
Ted Grant fu inizialmente contrario di questa nuova supereroina, ma quando scoprì che si trattava di Yolanda le diede la sua benedizione.
Come secondo Wildcat, Yolanda si unì alla Infinity, Inc. e combatté al loro fianco. In un crossover speciale del 1987, Yolanda aiutò la liberazione del paese della Markovia dall'influenza dello Psico Pirata. Rimase con il gruppo finché non si sciolse.

### Shadow Fighters
Si ritirò dall'eroismo attivo ma fu tirata fuori dal pensionamento da Eclipso. Si unì poi ad un gruppo di supereroi che comprendeva Major Victory, il primo Acciaio, Creeper, Peacemaker e quello che si presume fosse il Manhunter Mark Shaw. Si auto-definirono gli Shadow Fighters e furono protagonisti della maggior parte della serie di Eclipso. Nel n. 13, molti degli Shadow Fighters, inclusa Wildcat, si infiltrarono in un piccolo paese che Eclipso aveva conquistato. Utilizzando varie forme, Eclipso riuscì ad ucciderli tutti; Yolanda fu assassinata personalmente con un colpo della sua spada.
I membri sopravvissuti rischiarono le proprie vite al fine di recuperare i corpi degli eroici caduti.
Yolanda è anche la cugina dell'ex curatore del museo della Justice Society of America Alexander Montez, che infine uccise Eclipso e ne ottenne i poteri, nel tentativo di vendicare Yolanda. Alex perse in seguito il controllo dei poteri acquisiti e si suicidò.

## Poteri e abilità
I poteri super umani di Yolanda includono unghie simil ad artigli ritrattili e abilità feline.